# Valentín
Valentín (bra: Valentin; prt: Valentín) é um filme hispano-ítalo-batavo-franco-argentino de 2002, do gênero comédia dramática, dirigido e escrito por Alejandro Agresti.
Foi selecionado como representante da Argentina à edição do Oscar 2003, organizada pela Academia de Artes e Ciências Cinematográficas.[carece de fontes?]

## Sinopse
No final da década de 1960, menino de 9 anos mora em Buenos Aires com a sua avó e acaba descobrindo que só ele poderá resolver os problemas de sua família.

## Elenco
- Rodrigo Noya - Valentín
- Carmen Maura - avó
- Julieta Cardinali - Leticia
- Jean Pierre Noher - Chiche
- Mex Urtizberea - Rufo